# Damien Letulle
Damien Letulle (Bayeux, 3 de abril de 1973) es un deportista francés que compitió en tiro con arco, en la modalidad de arco recurvo. Ganó dos medallas de bronce en el Campeonato Europeo de Tiro con Arco al Aire Libre de 1996, en las pruebas individual y de equipo.

## Palmarés internacional
| Campeonato Europeo al Aire Libre | Campeonato Europeo al Aire Libre | Campeonato Europeo al Aire Libre | Campeonato Europeo al Aire Libre |
| Año                              | Lugar                            | Medalla                          | Prueba                           |
| -------------------------------- | -------------------------------- | -------------------------------- | -------------------------------- |
| 1996                             | Kranjska Gora (Eslovenia)        | Medalla de bronce                | Individual                       |
| 1996                             | Kranjska Gora (Eslovenia)        | Medalla de bronce                | Equipo                           |